# Jorawar Singh
Jorawar Singh (7 luglio 1951) è un ex cestista indiano.

## Carriera
Con l'India ha disputato le Olimpiadi del 1980, segnando 10 punti in 7 partite.